# Катеринівка (Генічеський район)
Катери́нівка —  село в Україні, у Новотроїцькій селищній громаді Генічеського району Херсонської області. Населення становить 155 осіб.

## Історія
Село було засноване у 1924 році переселенцями з с. Катеринівка Великолепетихського району. До цього, на місці сучасного населеного пункту колись була економія Фальц-Фейна під номером 7. Через це село часто називають «Сьомим». У 1928 році в селі було створено товариство спільного обробітку землі, яке вже через рік переросло у колгосп «Гражданский труд».
14 вересня 1941 року село було окуповане німецькими військами. Звільнили населений пункт 29 жовтня 1943 року.
12 червня 2020 року, відповідно до розпорядження Кабінету Міністрів України № 713-р «Про визначення адміністративних центрів та затвердження територій територіальних громад Запорізької області», увійшло до складу Новотроїцької селищної громади.
17 липня 2020 року, в результаті адміністративно-територіальної реформи та ліквідації  Новотроїцького району, увійшло до складу Генічеського району.
24 лютого 2022 року село тимчасово окуповане російськими військами під час російсько-української війни.